# Liste der diplomatischen Vertretungen im Sudan

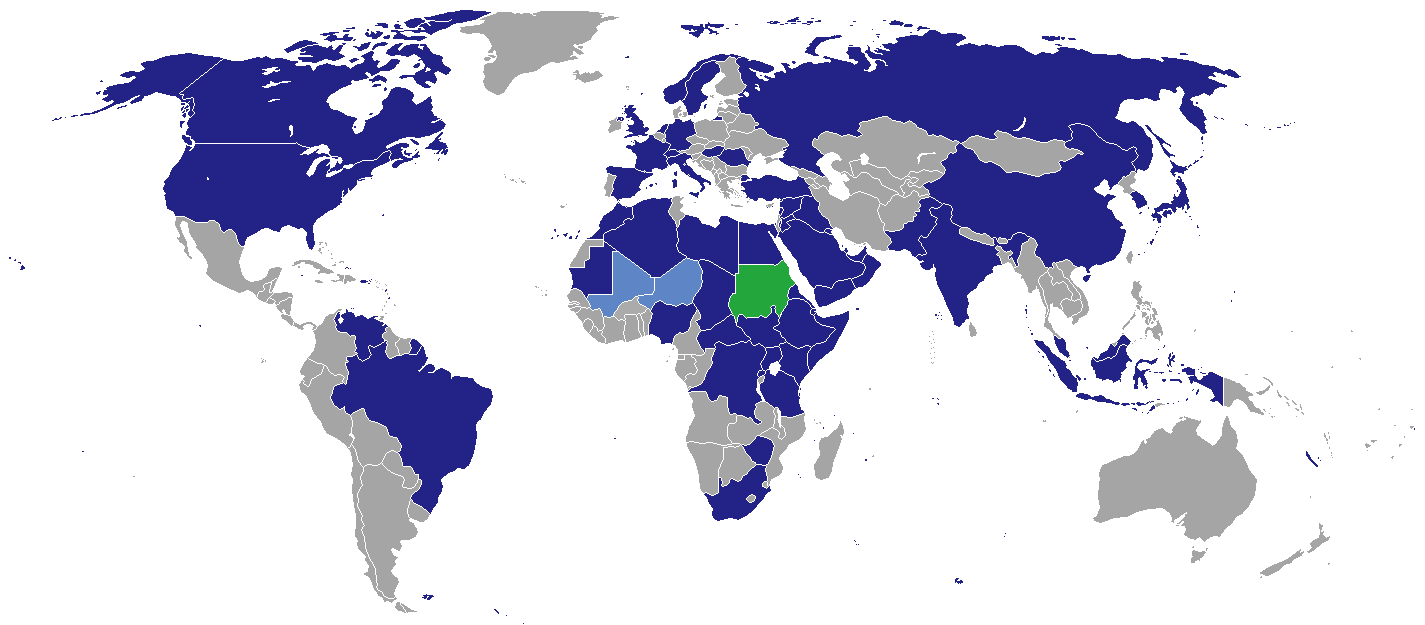
Staaten mit einer Botschaft in Sudan

Die Liste der diplomatischen Vertretungen in Sudan führt Botschaften und Konsulate auf, die im afrikanischen Staat Sudan eingerichtet sind (Stand 2019).

## Botschaften in Sudan
59 Botschaften sind in der Hauptstadt Sudans eingerichtet (Stand 2019).

### Staaten
| - Algerien: Botschaft - Bahrain: Botschaft - Brasilien: Botschaft - Kanada: Botschaft - Zentralafrikanische Republik: Botschaft - Tschad: Botschaft - Volksrepublik China: Botschaft - Demokratische Republik Kongo: Botschaft - Dschibuti: Botschaft - Ägypten: Botschaft - Eritrea: Botschaft - Äthiopien: Botschaft - Frankreich: Botschaft - Deutschland: Botschaft - Griechenland: Botschaft - Indien: Botschaft - Indonesien: Botschaft - Irak: Botschaft - Italien: Botschaft | - Japan: Botschaft - Jordanien: Botschaft - Kenia: Botschaft - Kuwait: Botschaft - Libanon: Botschaft - Libyen: Botschaft - Malaysia: Botschaft - Mauretanien: Botschaft - Marokko: Botschaft - Niederlande: Botschaft - Nigeria: Botschaft - Norwegen: Botschaft - Oman: Botschaft - Pakistan: Botschaft - Palästina: Botschaft - Katar: Botschaft - Rumänien: Botschaft - Russland: Botschaft - Ruanda: Botschaft | - Saudi-Arabien: Botschaft - Somalia: Botschaft - Südafrika: Botschaft - Südkorea: Botschaft - Südsudan: Botschaft - Spanien: Botschaft - Schweden: Botschaft - Schweiz: Botschaft - Syrien: Botschaft - Tansania: Botschaft - Tunesien: Botschaft - Türkei: Botschaft - Uganda: Botschaft - Vereinigte Arabische Emirate: Botschaft - Vereinigtes Königreich: Botschaft - Vereinigte Staaten: Botschaft - Venezuela: Botschaft - Jemen: Botschaft - Simbabwe: Botschaft |

### Vertretungen Internationaler Organisationen
- Vatikanstadt: Botschaft